# Thin Ice (film, 1919)
Pour les articles homonymes, voir Thin Ice.
Pour plus de détails, voir Fiche technique et Distribution.
Thin Ice est un film américain muet réalisé par Thomas R. Mills en 1919.

## Fiche technique
- Titre original : Thin Ice
- Réalisation : Thomas R. Mills
- Scénario : G. Marion Burton et Shannon Fife
- Photographie : Tom Malloy
- Production : Vitagraph Company of America
- Genre : Drame
- Format : Noir et blanc - muet
- Date de sortie : 
  - États-Unis : 26 mai 1919

## Distribution
- Corinne Griffith : Alice Winton
- Charles Kent : George Winton
- Jack McLean : Ned Winton
- L. Rogers Lytton : Benjamin Graves
- Walter Horton : Paul Rooks
- Eulalie Jensen : Rose La Vere
- Henry G. Sell : Robert Burton
- Walter Miller : Jeffrey Miller
- Alice Terry : Jocelyn Miller